# 赤城型民家

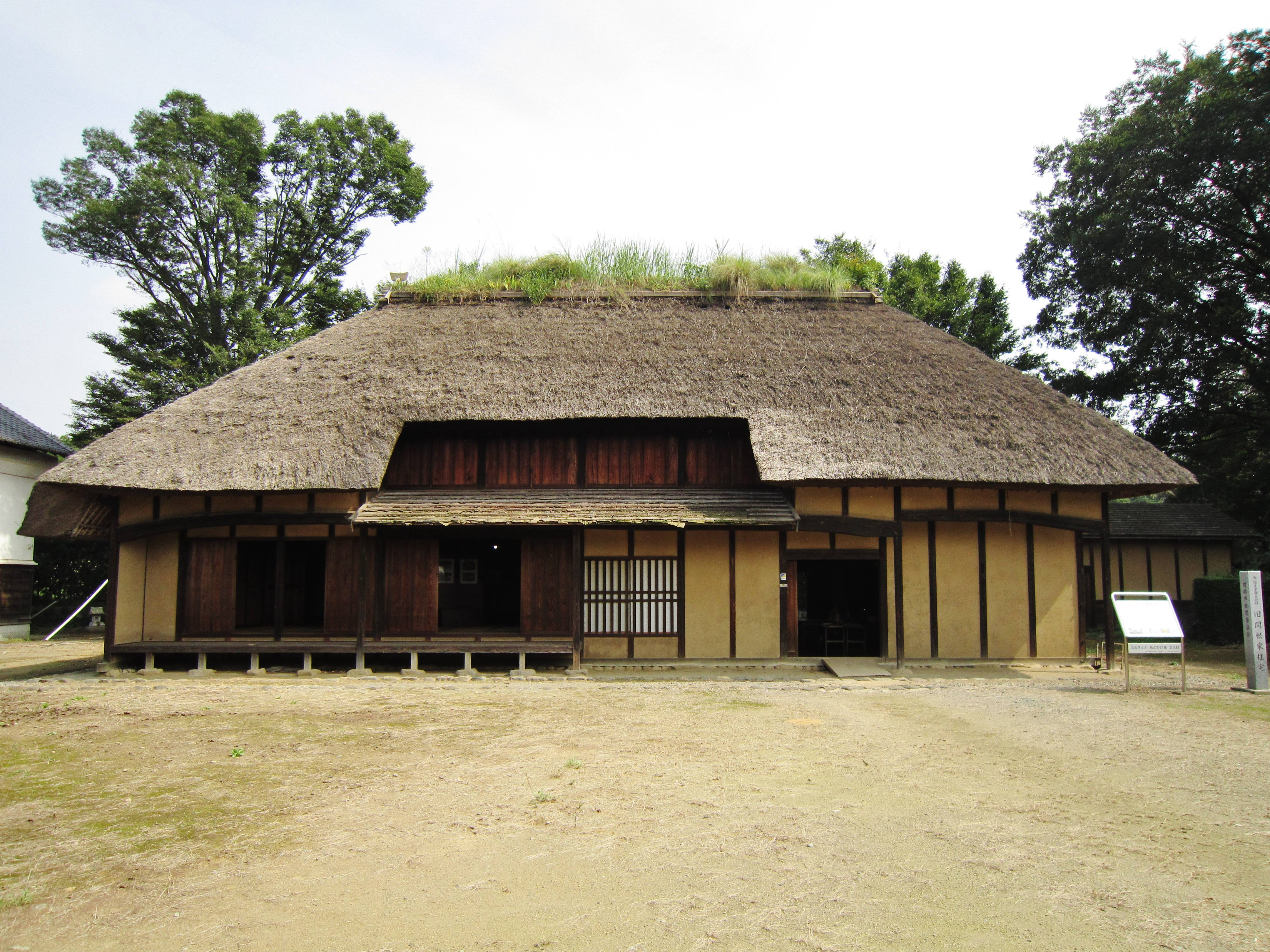
赤城型民家（旧関根家住宅）。

赤城型民家（あかぎがたみんか）は、日本の民家の建築様式の一つ。群馬県の赤城山南麓、旧勢多郡地域で多く見られる形式であるためこの名がある。切落造（きりおとしつくり）、キリアゲニケエ（切上げ二階）、アナビサシとも称する。

## 概要
寄棟造あるいは入母屋造の茅葺屋根の平の中央部を切り落とした形態をとる。切り落とした部分は勾配の緩い板葺となる。農家の屋根裏を養蚕で利用するため、採光と通風の便宜を図ったものである。1928年（昭和3年）7月、原田龍雄による『勢多郡誌』編纂のための民家調査に同行した早稲田大学教授今和次郎が命名した。
18世紀中期頃に、屋根全面の一部、幅一間、高さ三尺程度を切り上げたのが赤城型民家の嚆矢であり、発達に伴って切り上げ幅が拡大し、二階の床から小屋組までの高さも大きくなり、明治末期頃まで建造された。利根川西岸の旧群馬郡地域、碓氷郡や吾妻郡西部、多野郡中央以西にも見られる様式で、赤城山麓・勢多郡に限定して見られるものではない。北毛では利根郡、南東方面では旧新田郡新田町においても確認されている。

## 文化財指定を受けている赤城型民家

### 旧関根家住宅（前橋市指定重要文化財）
- 所在地　前橋市西大室町2510（大室公園内）
- 構造　木造二階建、寄棟造、茅葺、芝棟（クレグシ）[注釈 1][11]
- 規模
  - 桁行　9間2尺5寸（17.81メートル）
  - 梁間　4間半（8.32メートル）
  - 建坪　41.34坪（148.27平方メートル）
  - 2階面積　20.70坪（74.24平方メートル）
  - 延面積　62.04坪（222.51平方メートル）
  - 表側軒高　12.68尺（3.84メートル）
  - 裏側軒高　9.40尺（2.85メートル）
- 旧所在地　前橋市飯土井町
- 建築年　天保9年（1838年）頃（大工　石綿玄八）[12]
- 文化財指定　前橋市指定重要文化財（1985年（昭和60年）3月27日指定）

### 赤城型民家（桐生市指定重要文化財）
- 所在地　群馬県桐生市新里町鶴ヶ谷453-1（ぐんま昆虫の森内）
- 構造　木造二階建、入母屋造、茅葺、ヤグラ（ウダツ）[注釈 2]
- 規模
  - 桁行　10間4尺5寸
  - 梁間　6間
  - 1階面積　195.33平方メートル
  - 2階面積　151.67平方メートル
  - 延面積　347.00平方メートル
- 旧所在地　前橋市富田町（平成13年現在地に移築・復元）
- 建築年　明治時代初期
- 文化財指定　桐生市指定重要文化財（2002年（平成14年）4月1日指定）[13]

## 榛名型民家
赤城型民家のような切り落とし屋根とは逆に、突き上げ屋根を持つ家が、群馬郡南部に始まり北群馬郡・吾妻郡に至る榛名山東麓・三国街道沿いに多く見られる。吾妻郡西部や旧室田町においても散見されるが、利根川東岸ではほとんど見られない。この様式は「榛名型」とも称されるが、否定的見解もある。地元では「ハンドウ」との呼び名がある。
上述のように赤城型民家が「キリアゲニケエ」「切落造」と呼ばれることに対し、榛名型民家と甲州型（甲州民家）との類似を指摘して、赤城型民家ではなく榛名型民家をむしろ「切上造」と呼ぶのが妥当であるとの指摘がある。